# CombineZP
CombineZP (CZP) est un logiciel libre de traitement d'images pour créer des images à grande profondeur de champ (focus stacking). Il fonctionne sous Windows 2000 et supérieur. Il est basé sur Combine ZM, qui est lui-même basé sur CombineZ5.
CombineZP est créé pour fusionner les zones nettes de plusieurs images d'un même sujet pour créer une image composite contenant une profondeur de champ étendue.

## Tutoriel de mise en œuvre
- installer le programme téléchargé à partir d'ici
- cliquer sur "NEW" puis sélectionner toutes les images composant le sujet à restituer entièrement net puis cliquer sur "Ouvrir"
- une fois celles-ci ouvertes dans CombineZP, sélectionner dans le menu déroulant "Align and Balance Used Frames (Quick)" puis cliquer sur "GO"
- une fois la commande précédente terminée, sélectionner dans le menu déroulant "Align and Balance Used Frames (Thorough)" puis cliquer sur "GO"
- une fois la commande précédente terminée, sélectionner dans le menu déroulant "Pyramid Weighted Average" puis cliquer sur "GO" mais vous pouvez choisir aussi "Do Stack" ou "Do Soft Stack" après essais. Essayer le procédé automatique qui donne de bons résultats en bas du menu "All Methods".
- une fois la commande précédente terminée, cliquer sur le bouton situé juste à droite de "GO" (le bouton appelé "Shrink/Expand Active Rectangle") puis cliquer sur "SAVE", indiquer une qualité de 100 puis sur "OK"
- pour fermer le programme, cliquer sur la croix en haut à droite puis à la question "Did you wish...", cliquer sur "Non" (même si vous avez sauvegardé l'image)

## Limitations
- Ne supporte pas les images 16 bits
- Les images doivent être en ordre de hauteur (la plus proche en premier, mais cet ordre peut être basculé dans l'application)

## Illustration

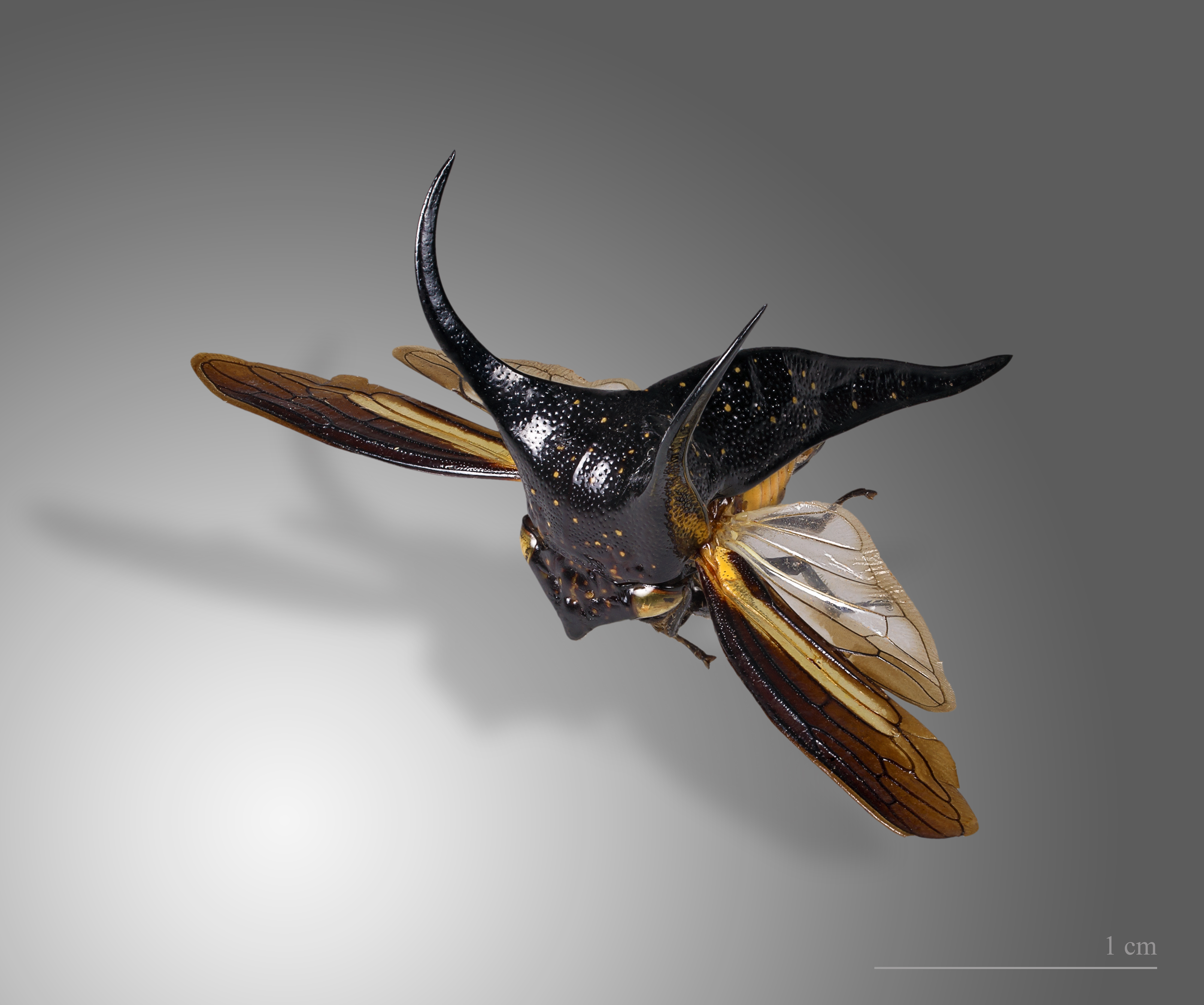
Image macro créée avec CombineZP. Toutes les parties du membracide sont nettes.
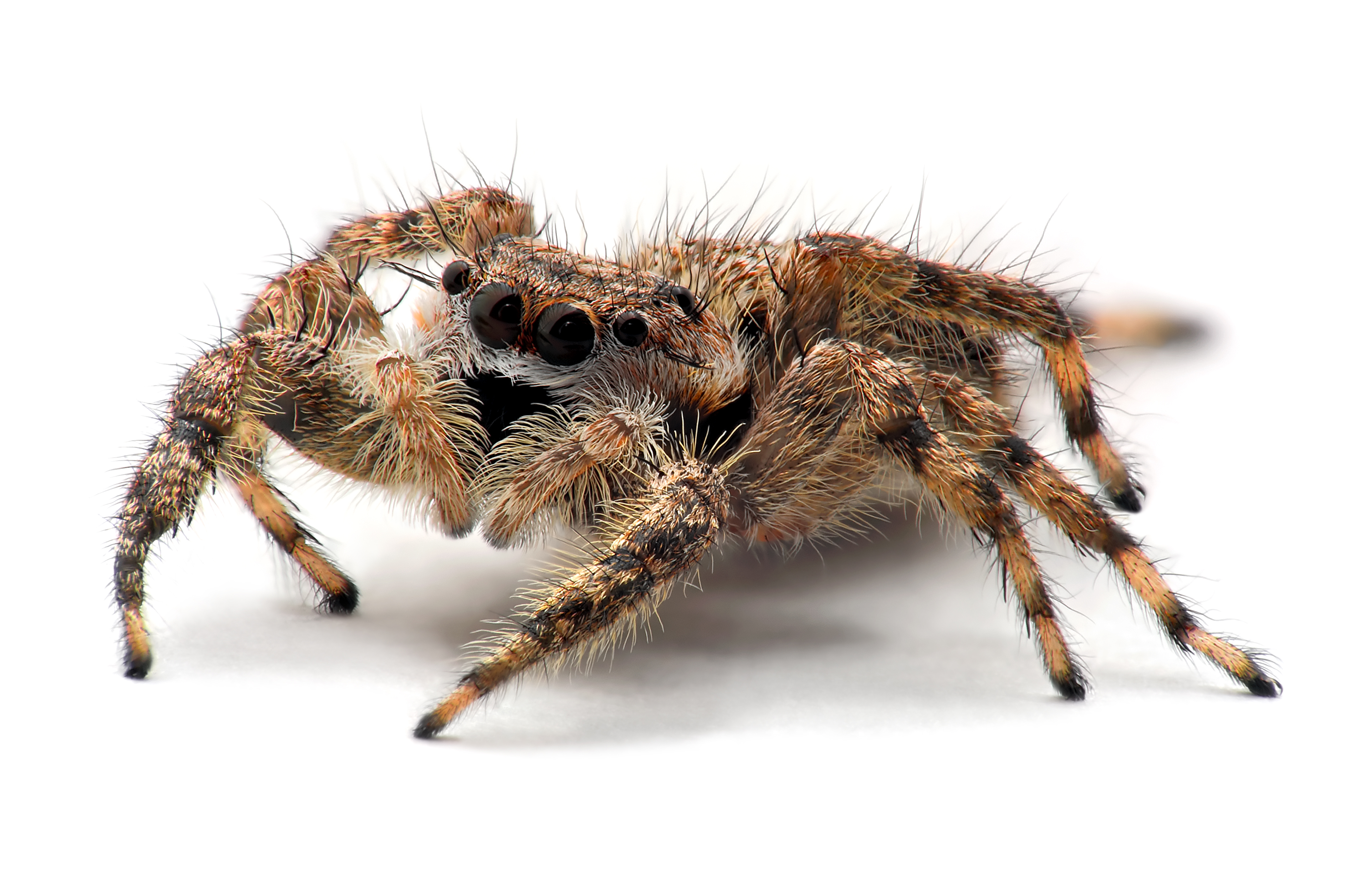
13 images à mise au point variable ont été compositées dans CombineZM pour créer cette image d'araignée sauteuse.

Quelques images créées avec CombineZP et prises avec un Nikon Coolpix P7000 :

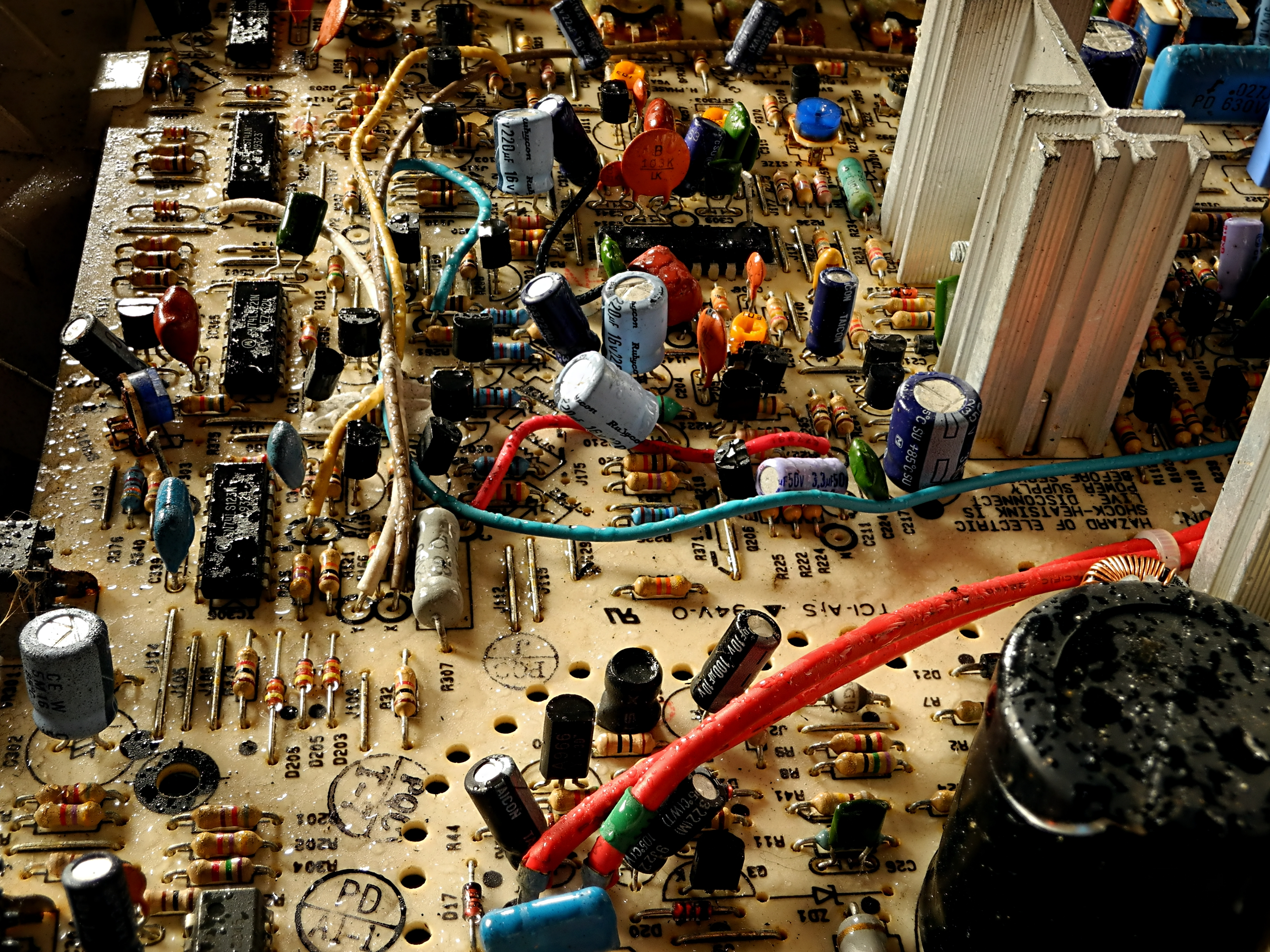
Composants électroniques.
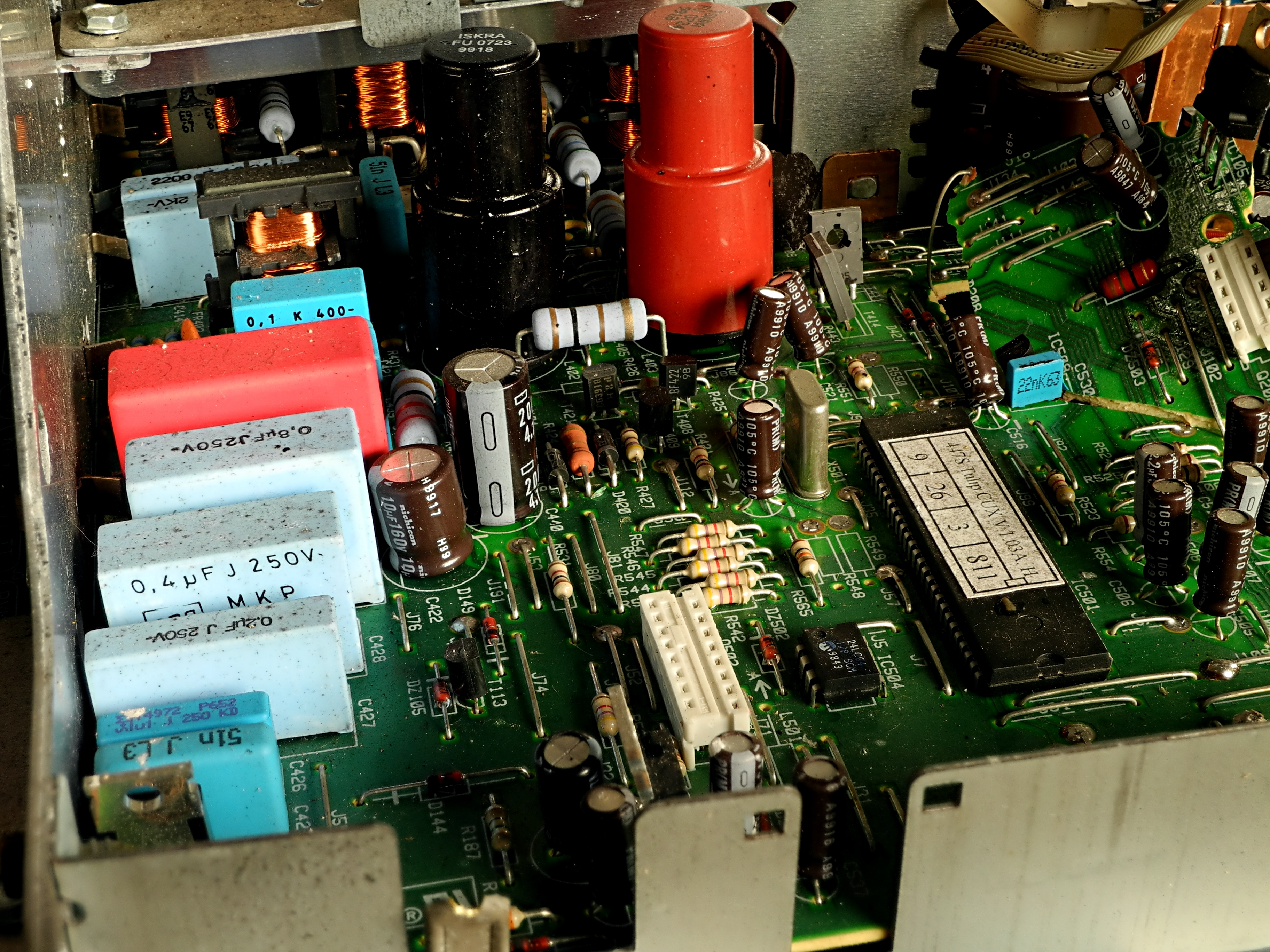
Composants électroniques.
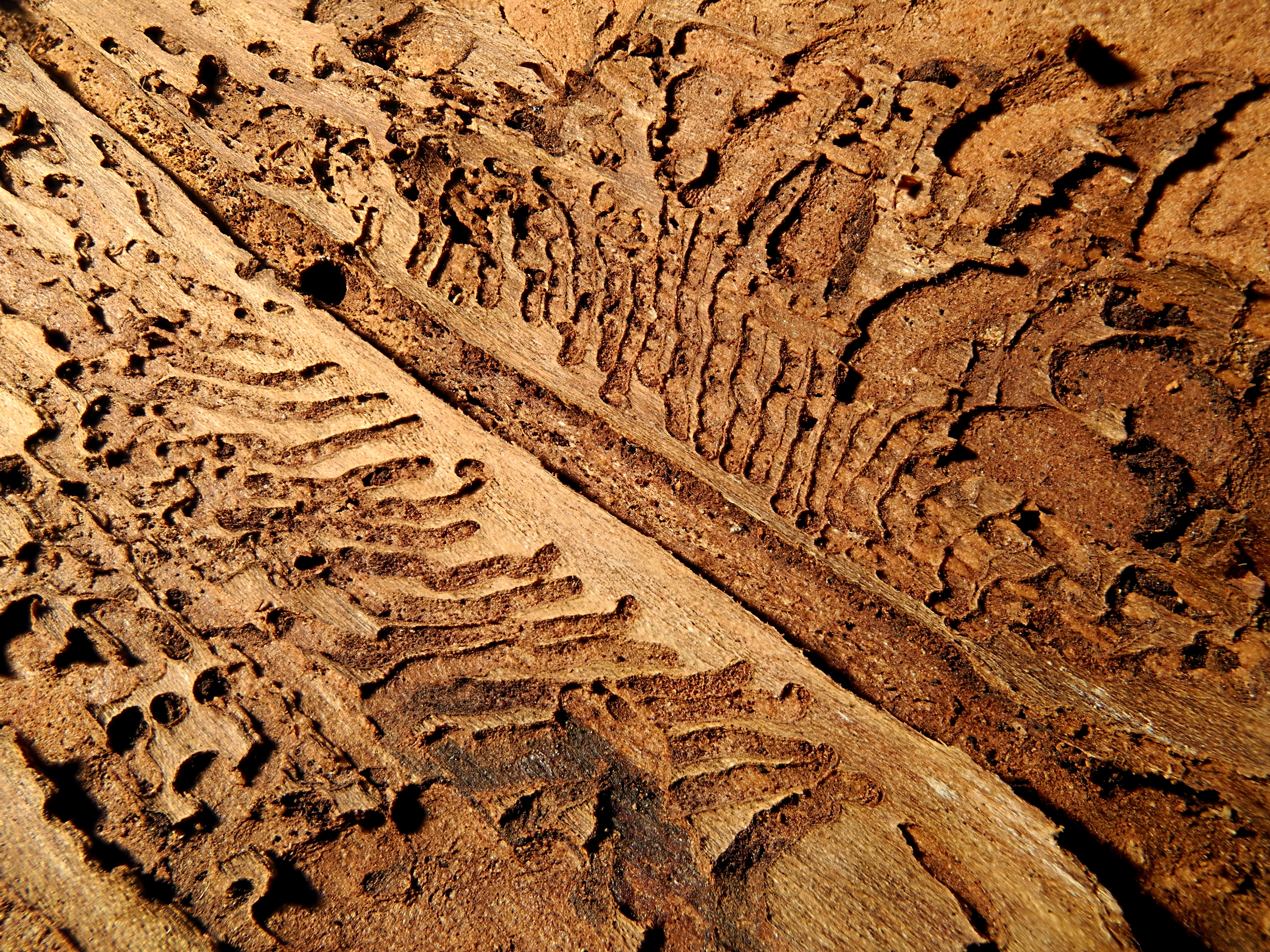
Écorce avec des galeries de scolytes.
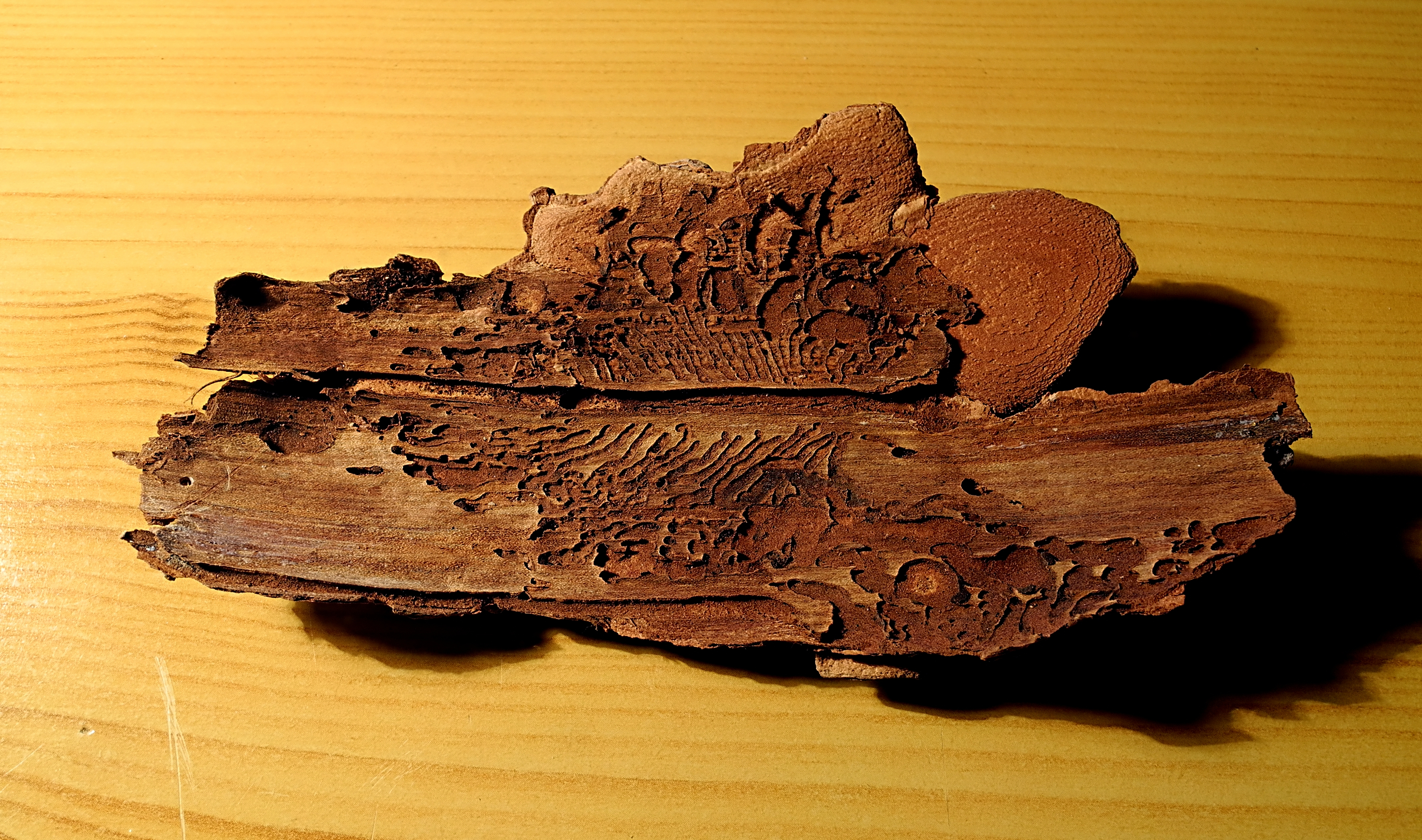
Écorce avec des galeries de scolytes.

Quelques images créées avec CombineZM/CombineZP 

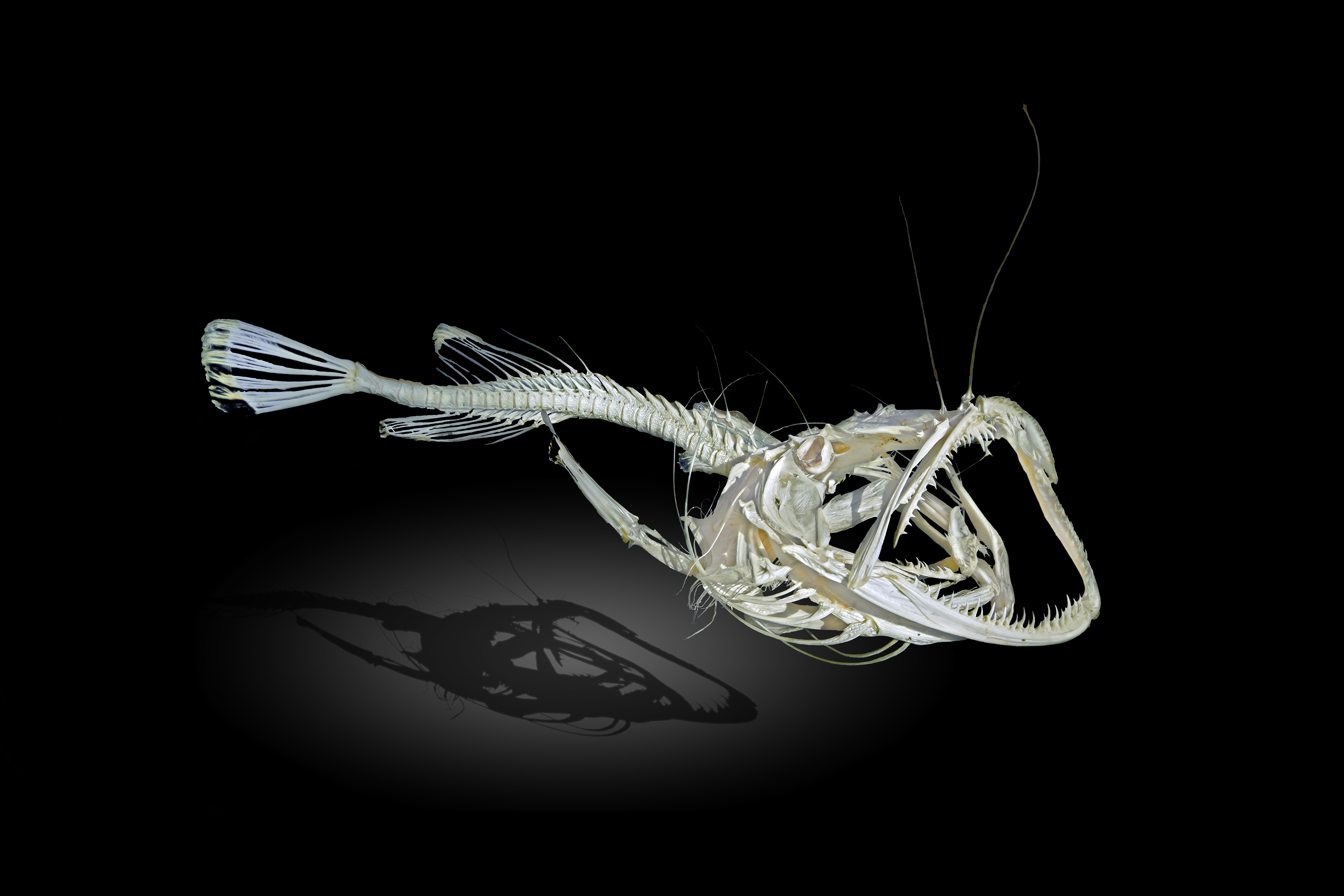
Squelette de Baudroie commune
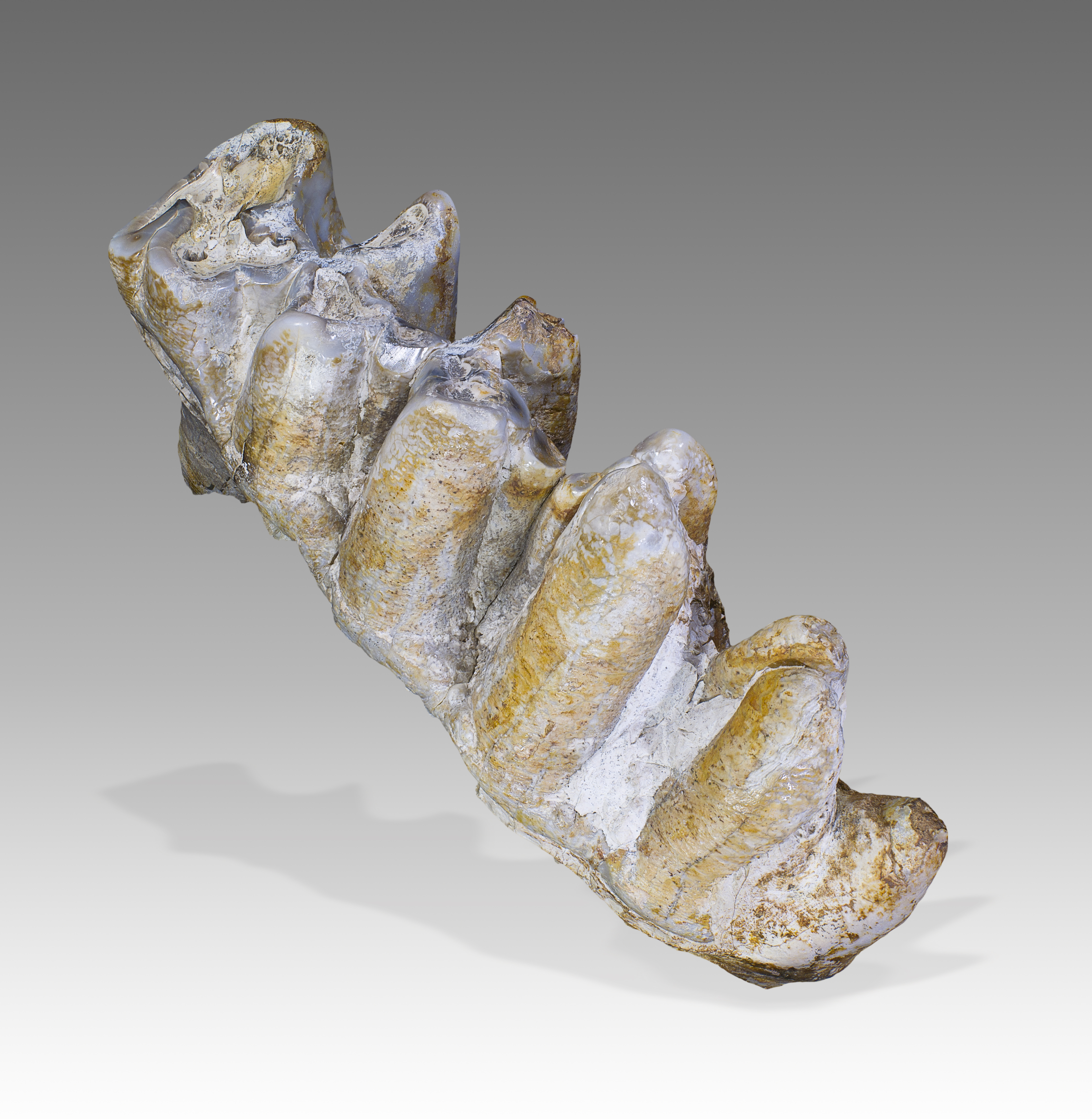
Molaire de Platybelodon
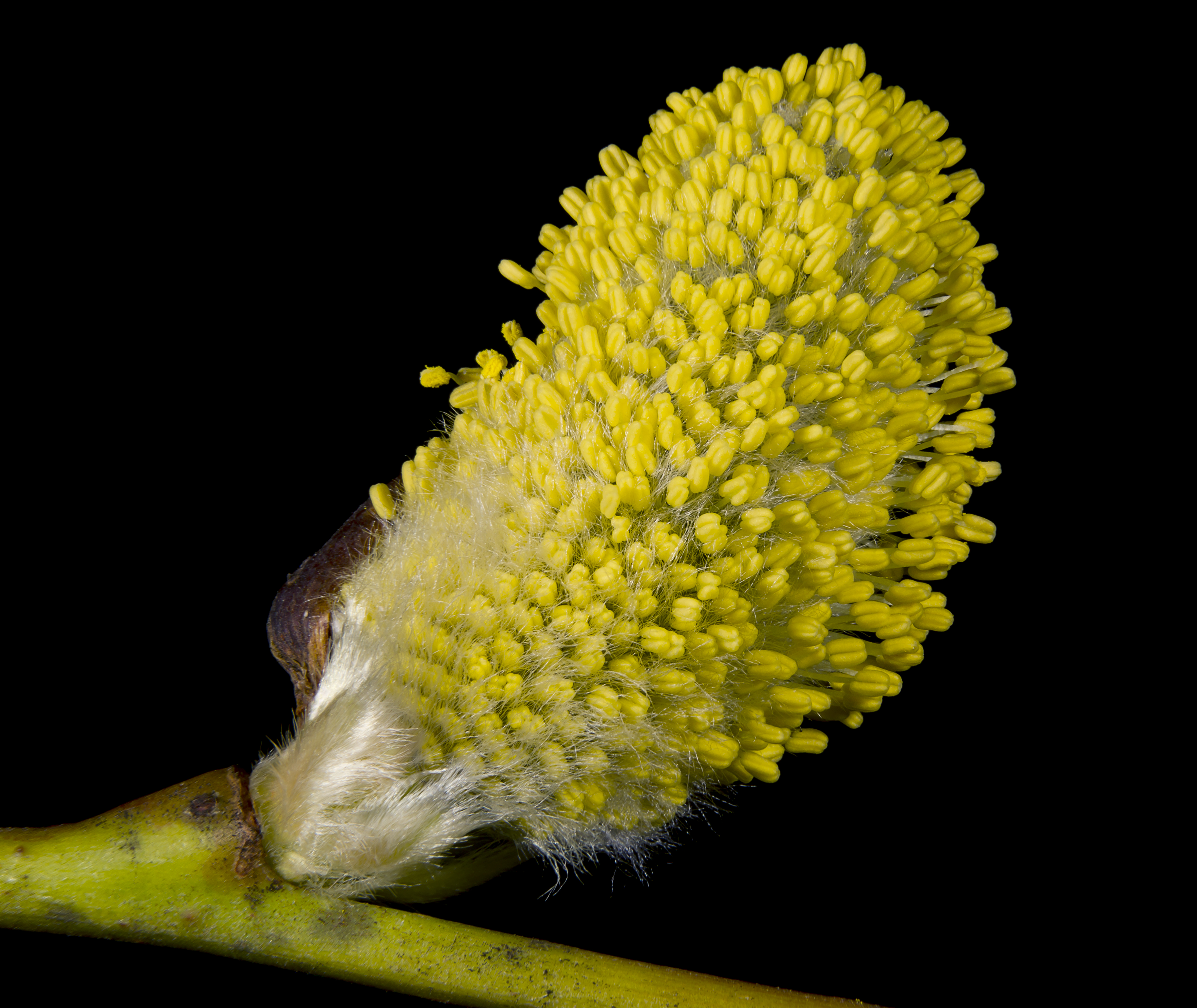
Chaton de saule
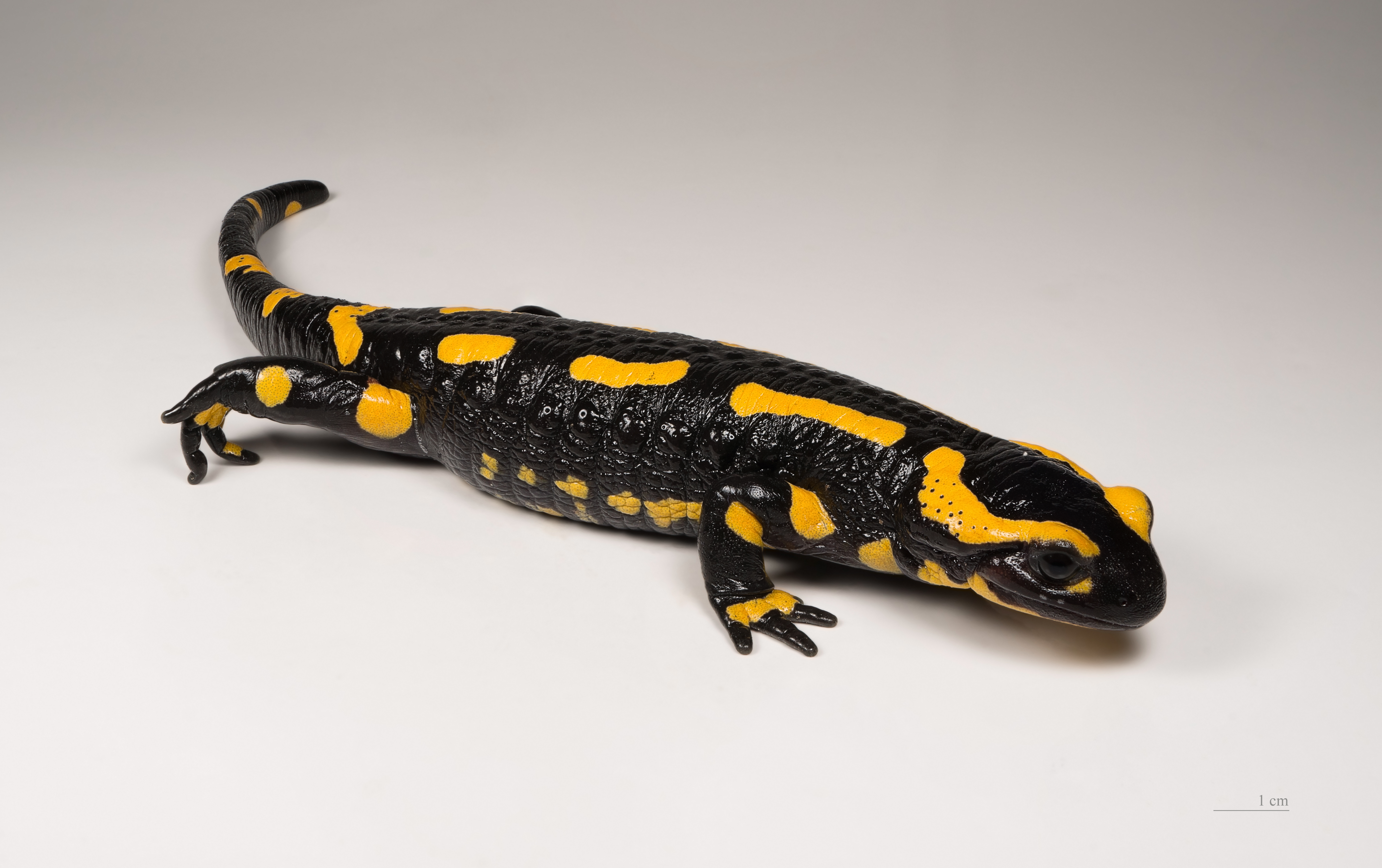
Salamandre vivante
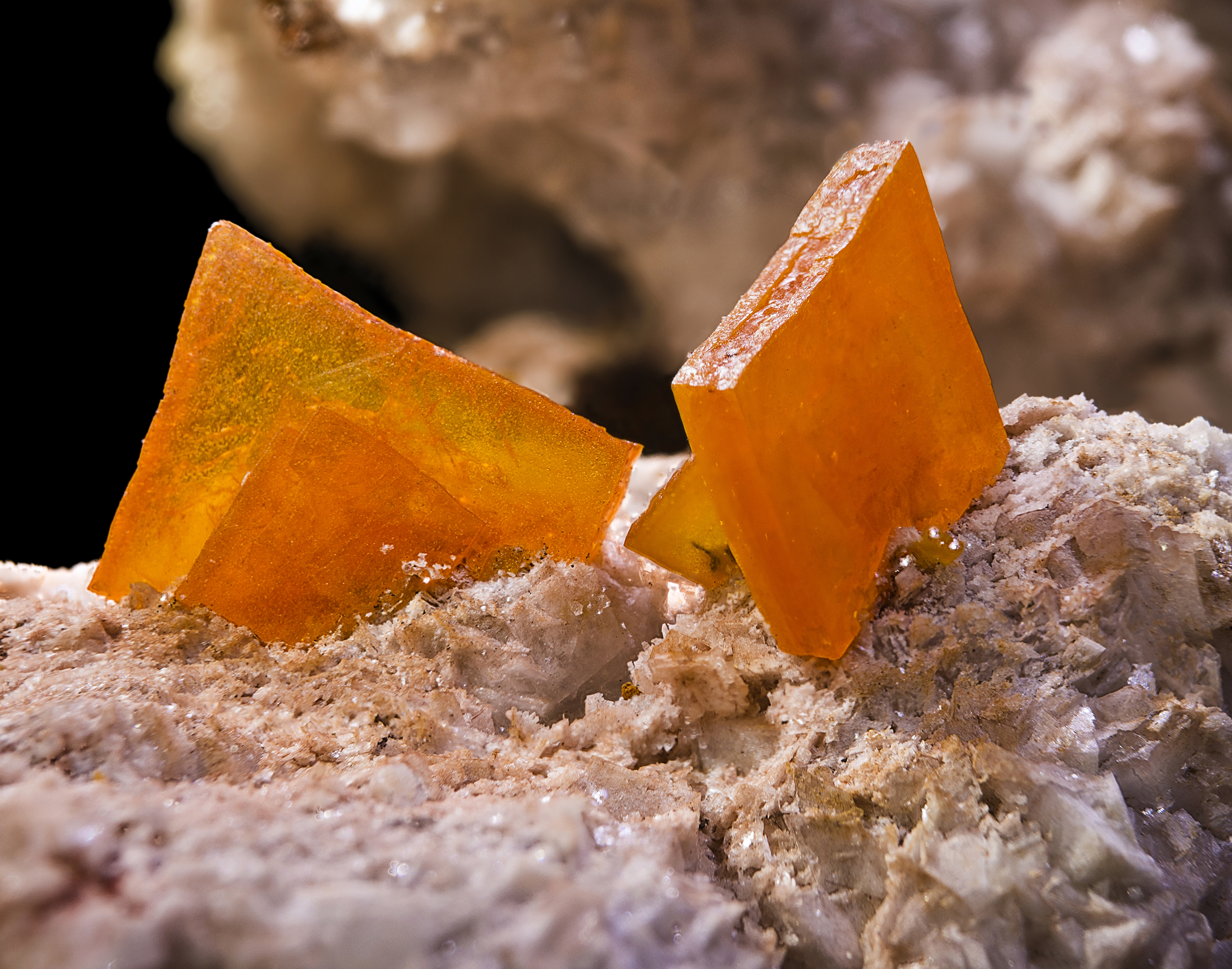
Une wulfénite
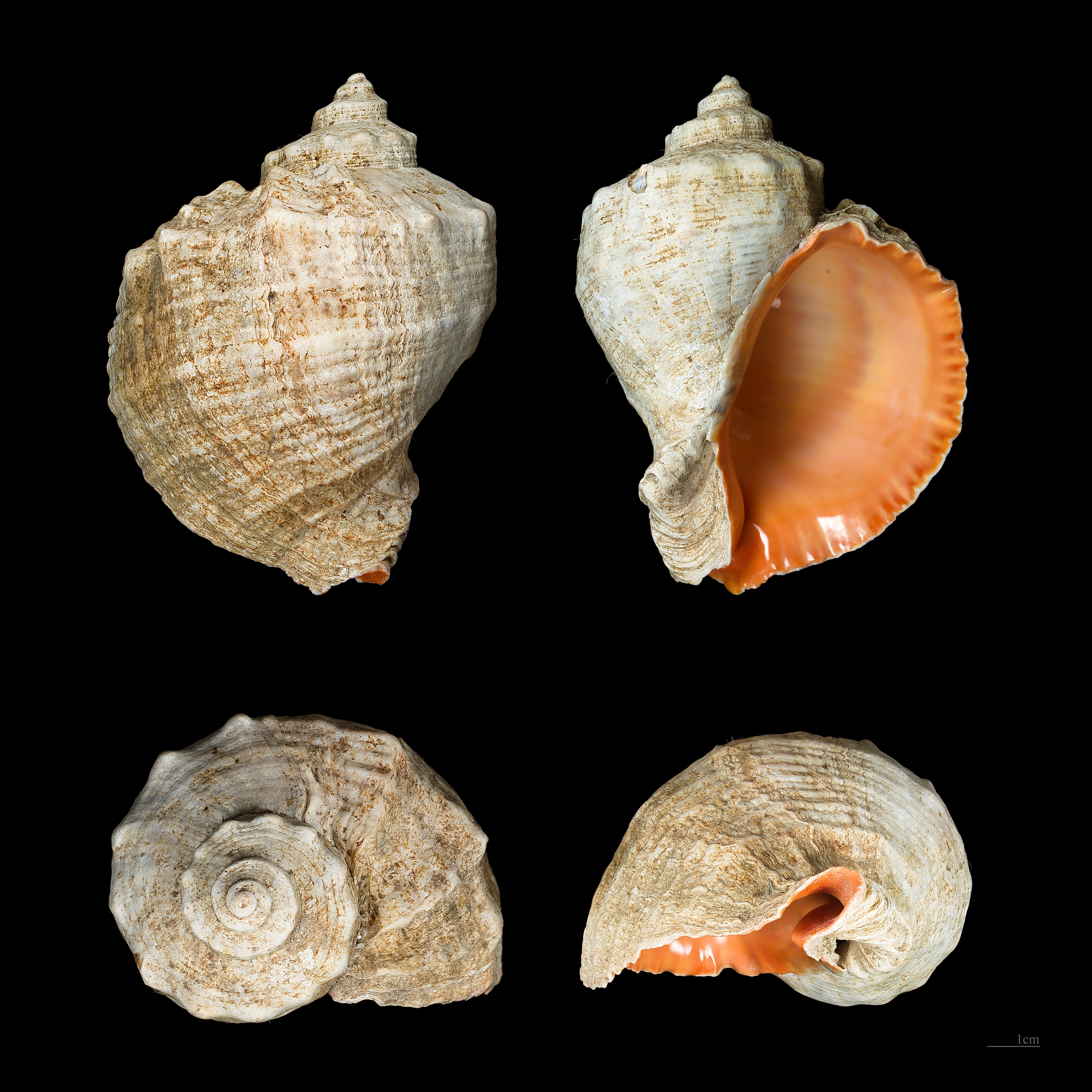
Un coquillage
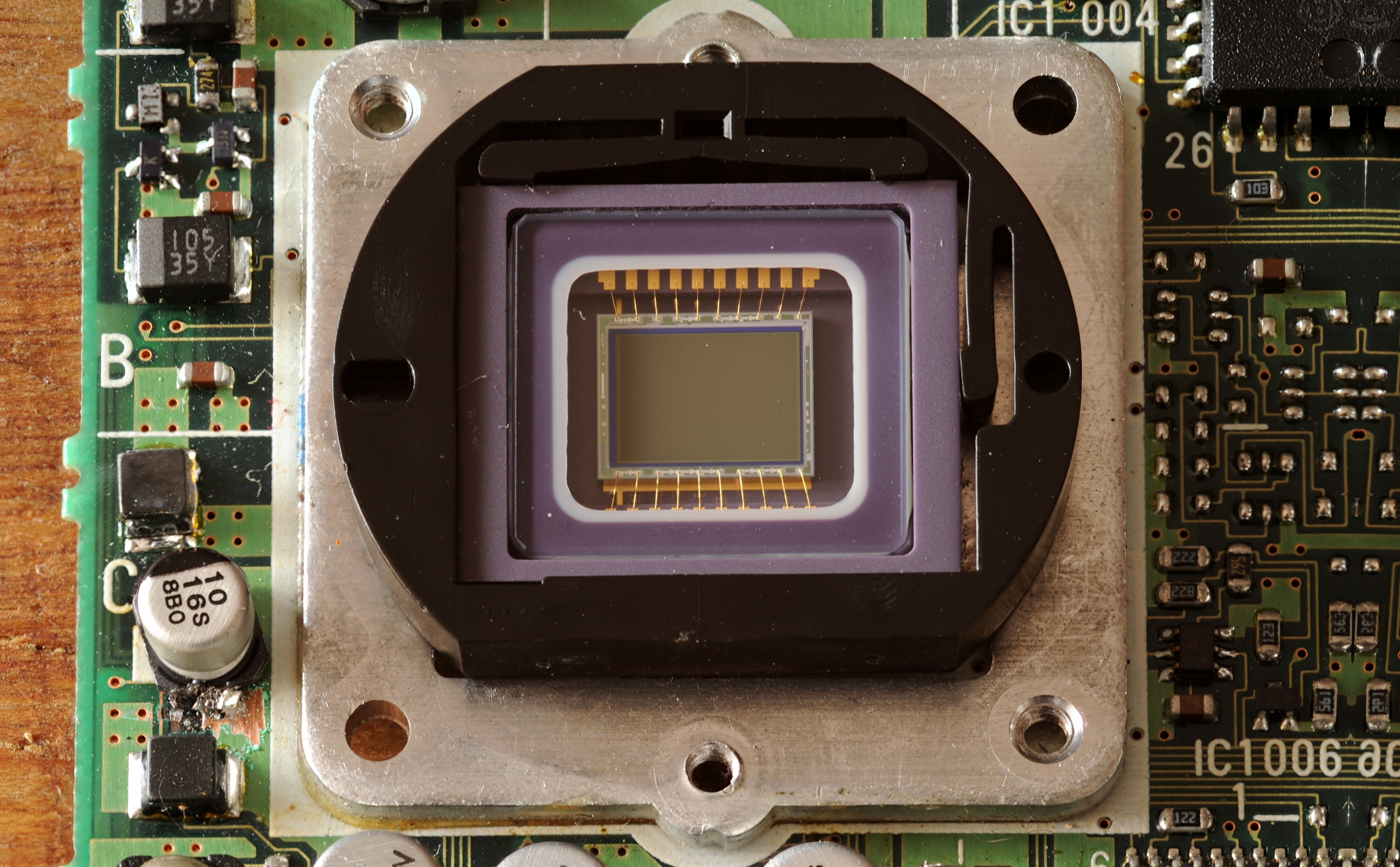
Capteur d'une ancienne caméra.
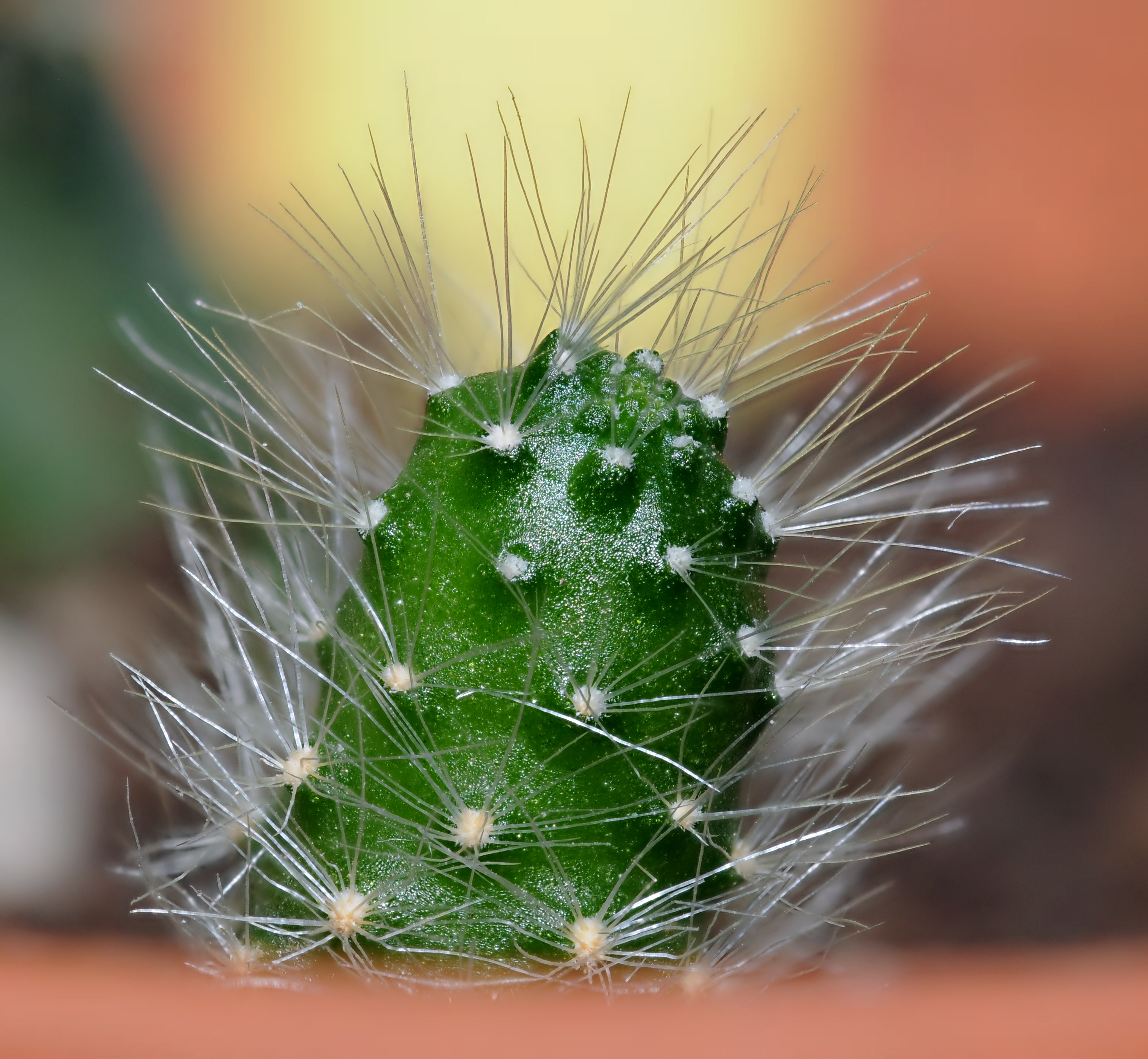
Rebutia minuscula.